# GOLIFK Lenjingrad
GOLIFK (rus. ГОЛИФК) je bio košarkaški klub iz Petrograda (onda: Lenjingrada) u Rusiji. Djelovao je za vrijeme SSSR-a.
Bio je formiran pri Lenjingradskom državnom institutu tjelesne kulture (Государственны Ленинградски Институт Физической Культуры). Odatle i kratica za klupsko ime: GOsudarstvenny Lenjingradski Institut Fizičeskoj Kultury.
Nalazio se pod pokroviteljstvom Lenjingradskog metalurškog zavoda.

## Klupski uspjesi
- prvenstvo SSSR-a
- doprvak: 1939.
- brončani: 1938.